# أنريكو زامبا
أنريكو زامبا (بالإيطالية: Enrico Zampa)‏ (18 مارس 1992 بفراسكاتي في إيطاليا - ) هو لاعب كرة قدم إيطالي في مركز الوسط. شارك مع منتخب إيطاليا تحت 20 سنة لكرة القدم. أما مع النوادي، فقد لعب مع نادي ترنانا ونادي ساليرنيتانا ونادي لاتسيو ونادي طرابنش 1905 ‏ ونادي فيرالبيسالو.

## روابط خارجية
- أنريكو زامبا على موقع قاعدة بيانات كرة القدم.إي يو (الإنجليزية)
- أنريكو زامبا على موقع Soccerway.com (الإنجليزية)